# Terrosaure
Terrosaure (Terrorsaur en VO) est un personnage de la série Animutants.
- nom : Terrosaure
- fonction : chef des forces aériennes
- affiliation : Predacons
- protoform : Predacons
- catégorie : Animutants
- mode animal : ptérodactyle
- armes : fusil énergétique, faisceaux laser elliptique, canons sur les épaules

Terrosaure fait partie du camp des Predacons, mais il est plutôt à l'image du Decepticon  Starscream, car il cherche par tous les moyens de prendre le pouvoir à Mégatron.

## Histoire

### Saison 1
Terrosaure faisait partie, avec Tarentula, Dinobot, Byznator et [corpinor des Predacons accompagnant Mégatron à bord du vaisseau Darkside. Lorsque celui s'écrasa sur la terre préhistorique, il fut forcé de prendre un mode animal pour survivre, et reçut celle de ptérodactyle.
Dirigeant des forces de combat de l'air, il sert souvent pour les attaques aériennes. Le plus souvent, il fait équipe avec Byznator, et, un peu après, avec Inferno.
Dans l'épisode Dod à dos, il se retrouve par hasard sur l'Alaxon et y rencontre Dinobot avec il tente de s'allier pour renverser respectivement Megatron et Optimus Primal. Mais ce dernier trahira le prédator et l'éjectera du vaisseau maximal.
Dans l'épisode L'énergie d'énergon, il réussit à trouver une grande quantité d'énergon sur une montagne volante, qu'il finit par utiliser pour augmenter sa puissance afin de combattre et détrôner Mégatron, qu'il détruisit. Mais, ce dont il ne se doutait pas, c'est que les effets n'étaient que temporaires. Donc il dut repartir en chercher, mais en étant suivi par Tarentula d'un côté, et par Optimus primal et Rattrap de l'autre. Les maximals réussissent à détruire la montagne volante après une grande lutte face à Tarentula et Terrosaure, et, de retour au Darkside, Terrosaure découvrit que Scorpinor avait fait reconstruire Mégatron...
Dans Agent Double, il conclut un pacte avec Rattrap (alors suspecté de trahison) et parvient à emprisonner Megatron à devenir chef des prédators. Malheureusement pour lui, Megatron s'évade et, contre toute attente, le laisser commander. Mais après son échec contre les maximals, les prédators ne voudront plus de lui comme chef et Megatron reprendra ses fonctions. Plus tard, dans l'épisode Sombres dessins, il s'allie avec Rhinox (temporairement reprogrammé en prédator), mais se fait trahir par ce dernier et échoue encore. Par la suite, Terrosaure abandonnera son idée de prendre le pouvoir et deviendra un soldat obéissant, à défaut d'être loyal. Il combat à de nombreuses reprises la maximal Serdacier.

### Saison 2
Terrosaure a assisté à la destruction de Optimus Primal, mais durant les radiations qui touchèrent le Darkside, il meurt en tombant avec Scorpinor dans les bacs de lave. On voit sa main briller à ce moment-là, ce qui montre qu'il était en train de se transmétaliser.

### Anecdote
À l'origine, Terrosaure était supposé survivre dans la saison 2 et avoir une forme transmétallique, tandis que Byznator aurait péri à sa place. Mais les fans ne voulaient pas voir Byznator disparaître de la série, et les scénaristes décidèrent donc de tuer Terrosaure à la place.
Terrosaure est parfois présenté comme étant un descendant du Decepticon Starscream.